# Euan Robson

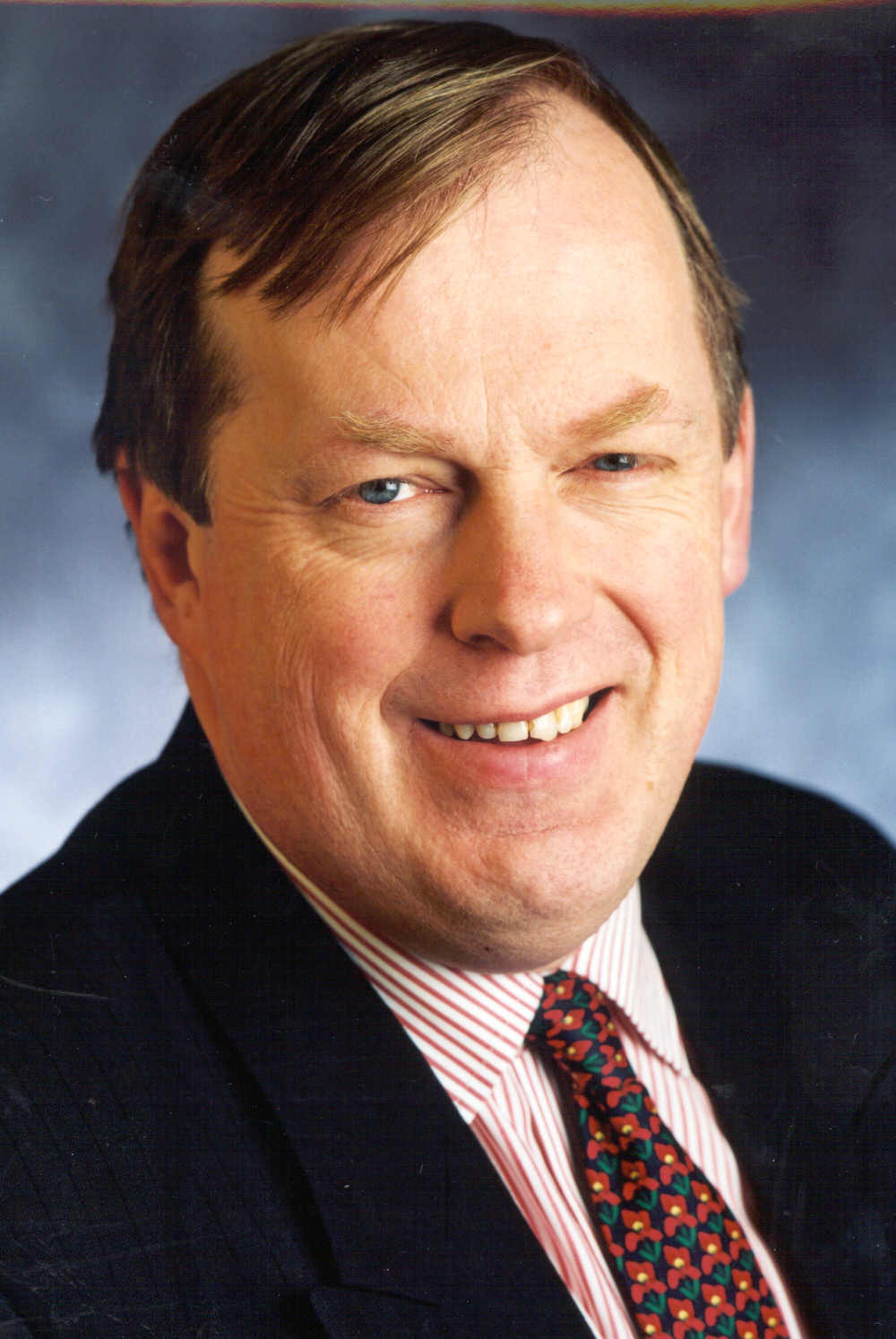
Euan Robson

Euan Robson (* 1954 in Nordengland) ist ein schottischer Politiker und Mitglied der Liberal Democrats.

## Leben
Morgan besuchte das Trinity College in Glenalmond und wechselte dann an die Newcastle University, die er mit einem Bachelorabschluss in Geschichte verließ. Anschließend erwarb Robson einen Masterabschluss in Politikwissenschaften von der Universität von Strathclyde. Danach war er als Lehrer an einer Schule in Morpeth tätig und nahm dann eine Stelle beim Gas Consumers’ Northern Council, einer Verbraucherschutzorganisation für Gaskunden, an.

## Politischer Werdegang
Bei den ersten Schottischen Parlamentswahlen im Jahre 1999 bewarb sich Robson um das Direktmandat des Wahlkreises Roxburgh and Berwickshire. Er erhielt den größten Stimmenanteil und zog damit in das neugeschaffene Schottische Parlament ein. Nach dem Rücktritt seines Parteikollegen Tavish Scott wurde Robson im März 2003 zum stellvertretenden Staatssekretär für parlamentarische Angelegenheiten ernannt und hatte diese Position bis zum Ende der Legislaturperiode inne. Bei den Parlamentswahlen 2003 konnte er seinen Stimmenanteil leicht vergrößern und verteidigte damit sein Mandat. Im neugebildeten Kabinett nahm er die Position des stellvertretenden Staatssekretärs für Bildung und Jugendliche ein. Der Konservative John Lamont konnte sich schließlich bei den Parlamentswahlen 2007 gegen Robson durchsetzen, wodurch dieser sein Mandat verlor und aus dem Parlament ausschied. Im Zuge der Wahlkreisreform 2011 wurde der Wahlkreis Roxburgh and Berwickshire aufgelöst und weitgehend durch den neugeschaffenen Wahlkreis Ettrick, Roxburgh and Berwickshire ersetzt. Für diesen kandidierte Robson bei den Parlamentswahlen 2011, erhielt jedoch nur den drittgrößten Stimmenanteil.